# Хорисима, Икума
Икума Хорисима (яп. 堀島 行真 Хорисима Икума, род. 11 декабря 1997 года в Икеде) — японский фристайлист, специализирующийся в могуле, бронзовый призёр Олимпийских игр 2022 года, трёхкратный чемпион мира 2017 и 2025 годов, двукратный чемпион зимних Азиатских игр 2017 года, чемпион зимней Универсиады 2019 года, многократный победитель этапов Кубка мира, пятикратный чемпион Японии (2018—2020).

## Карьера
Икума Хорисима впервые принял участие в соревнованиях по могулу под эгидой Международной федерации лыжного спорта в январе 2012 года в Мадарао (префектура Нагано), но не смог завершить свой спуск. В том же году на чемпионате Японии занял в параллельном могуле только 55-е место.
В сезоне 2012/13 выступал в основном в Серероамериканском кубке и после пятого места в параллельном могуле на этапе в канадском Апексе вошел в состав сборной на домашний этап Кубка мира в Инавасиро, где и дебютировал 23 февраля. Первые старты на Кубке мира оказались для Хорисимы неудачными — как в одиночном, так и в параллельном могулах он не смог добраться до финиша. В конце сезона стал вице-чемпионом Японии в параллельном могуле, а на открытом чемпионате Австралии и Новой Зеландии завоевал бронзу в одиночном могуле.
Олимпийский сезон 2013/14 японец провёл в основном выступая в Кубке мира, где его лучшим результатом стало 13-е место в могуле на этапе в норвежском Воссе. В состав олимпийской команды на Игры в Сочи Хорисима не попал, но принял участие в молодёжном чемпионате мира в Кьеза-ин-Вальмаленко, где стал седьмым в параллельном могуле и 13-м в одиночном спуске.
В 2015 году японец стал двукратным серебряным призёром национального чемпионата, а в декабре того же года на этапе в финской Руке стал третьим в параллельном могуле, завоевав первый в карьере подиум этапа Кубка мира.
На чемпионатах мира Хорисима дебютировал в 2017 году в испанской Сьерра-Неваде. В одиночном могуле японец выиграл квалификацию, а потом сенсационно первенствовал и в основном турнире, воспользовавшись ошибкой главного фаворита Микаэля Кингсбери, коснувшегося снега в решающей попытке. Таким образом Хорисима стал первым японским фристайлистом, завоевавшим «золото» чемпионата мира. На следующий день в параллельном могуле Икума также выступил успешно, прошел в финал, где его соперником стал американский спортсмен Брэдли Уилсон. После первого трамплина японец потерял равновесие и упал, но такая же неудача постигла и Уилсона. Хорисима вернулся на трассу и смог завершить свою попытку раньше соперника, завоевав второе «золото». Икума Хорисима стал первым фристайлистом в истории, завоевавшим на одном чемпионате мира золотые медали как в одиночном, так и в параллельном могуле.
20 января 2018 года, уже будучи двукратным чемпионом мира, впервые выиграл этап Кубка мира в могуле. На Олимпийских играх 2018 года рассматривался как один из основных претендентов на награды, но занял только 11-е место, не финишировав во втором финале.
В сезонах 2018/19 и 2019/20 японец занимал второе место в зачёте могула в Кубке мира по фристайлу, уступая только Микаэлю Кингсбери.
На зимних Олимпийских играх 2022 года в Пекине Икума в первый день соревнований 5 февраля завоевал бронзовую медаль в могуле.
В 2025 году на чемпионате мира в Швейцарии в могуле стал обладателем золотой медали, а в параллельном могуле стал вторым.  

## Результаты на крупнейших соревнованиях

### Зимние Олимпийские игры
| Олимпийские игры | Могул |
| ---------------- | ----- |
| 2018 Пхёнчхан    | 11    |
| 2022 Пекин       | 3     |

### Чемпионаты мира
| Чемпионат мира     | Могул | Параллельный могул |
| ------------------ | ----- | ------------------ |
| 2017 Сьерра-Невада | 1     | 1                  |
| 2019 Парк-Сити     | 4     | 8                  |
| 2021 Алма-Ата      | 19    | 3                  |
| 2023 Бакуриани     | 5     | 26                 |
| 2025 Энгадин       | 1     | 2                  |

#### Победы на этапах Кубка мира (14)
| №  | Сезон   | Дата        | Место проведения     | Дисциплина             |
| -- | ------- | ----------- | -------------------- | ---------------------- |
| 1  | 2017/18 | 20 янв 2018 | Мон Трамблан         | Могул                  |
| 2  | 2017/18 | 3 мар 2018  | Тадзавако            | Могул (2)              |
| 3  | 2017/18 | 4 мар 2018  | Тадзавако            | Параллельный могул     |
| 4  | 2018/19 | 2 мар 2019  | Чимбулак             | Могул (3)              |
| 5  | 2019/20 | 14 дек 2019 | Тайву                | Могул (4)              |
| 6  | 2019/20 | 6 фев 2020  | Дир-Вэлли            | Могул (5)              |
| 7  | 2019/20 | 1 мар 2020  | Чимбулак             | Параллельный могул (2) |
| 8  | 2020/21 | 5 дек 2020  | Куусамо              | Могул (6)              |
| 9  | 2021/22 | 11 дек 2021 | Идре Фьелль          | Могул (7)              |
| 10 | 2021/22 | 17 дек 2021 | Альп-д’Юэз           | Могул (8)              |
| 11 | 2021/22 | 14 янв 2022 | Дир-Вэлли            | Могул (9)              |
| 12 | 2022/23 | 16 дек 2022 | Альп-д’Юэз           | Могул (10)             |
| 13 | 2022/23 | 17 дек 2022 | Альп-д’Юэз           | Параллельный могул (3) |
| 14 | 2022/23 | 11 фев 2023 | Кьеза-ин-Вальмаленко | Параллельный могул (4) |

## Личная жизнь
Окончил школу Икэда, старшую школу Гифу Дайити и университет Тюо.